# Podlasie Tour
Le Podlasie Tour est une course cycliste disputée dans la région de Podlasie en Pologne. Créée en 2015, la course fait partie de l'UCI Europe Tour en catégorie 2.2.

## Palmarès
| Année | Vainqueur,      | Deuxième        | Troisième      |
| ----- | --------------- | --------------- | -------------- |
| 2015  | Andriy Vasylyuk | Kamil Zieliński | Matvey Nikitin |